# Phostria tamsina
Phostria tamsina là một loài bướm đêm trong họ Crambidae.